# Celeste Laudisio
Celeste Laudisio (Santa Maria Capua Vetere, 7 giugno 1954) è un regista televisivo italiano.

## Biografia
Inizia la sua carriera realizzando spot pubblicitari, documentari e comiche per poi passare alla direzione di programmi per canali stranieri (Channel 3, inglese, e Telecinco, spagnolo) prima e italiani poi: dal 1988 è regista del celebre programma Colpo grosso su Italia 7. Negli anni ’90 è a Mediaset, è regista della puntata pilota di La sai l'ultima? condotta da Gerry Scotti e mandata in onda da Canale 5 con ottimi risultati di ascolto. Numerosi sono i programmi realizzati come regista e in qualche occasione anche da autore: Gran Festa Italiana su rete quattro con Albano e Romina, Sabato notte live con Paolo Bonolis per Italia uno, il Nuovo gioco delle coppie con  Giorgio Mastrota per Rete quattro, tutte le edizioni di Colpo di fulmine con Alessia Marcuzzi, Michelle Hunziker e Walter Nudo. La sua strada professionale incrocia quella di Simona Ventura in Cuori e denari per Canale 5 (1995). Nel ’99 sbarca in Rai, dove affianca il proprio nome a trasmissioni di grande successo come Furore, Bulldozer, Convenscion e Piloti. Per anni è il regista di Quelli che il calcio. Nel corso degli anni, Laudisio è stato anche autore di molte trasmissioni di cui è stato regista. Nell'autunno 2011 Laudisio è passato a SKY, dove ha contribuito alla quinta edizione del talent show X-Factor e soprattutto alla realizzazione del talk show Xtra factor. È colui che a L'isola dei famosi chiamano "lo spirito dell'isola", essendo da quasi sempre, autore del programma stesso. 